# Astragalus oplites
Astragalus oplites là một loài thực vật có hoa trong họ Đậu. Loài này được Benth. ex R. Parker miêu tả khoa học đầu tiên năm 1921.